# جاز (مونته‌نگرو)

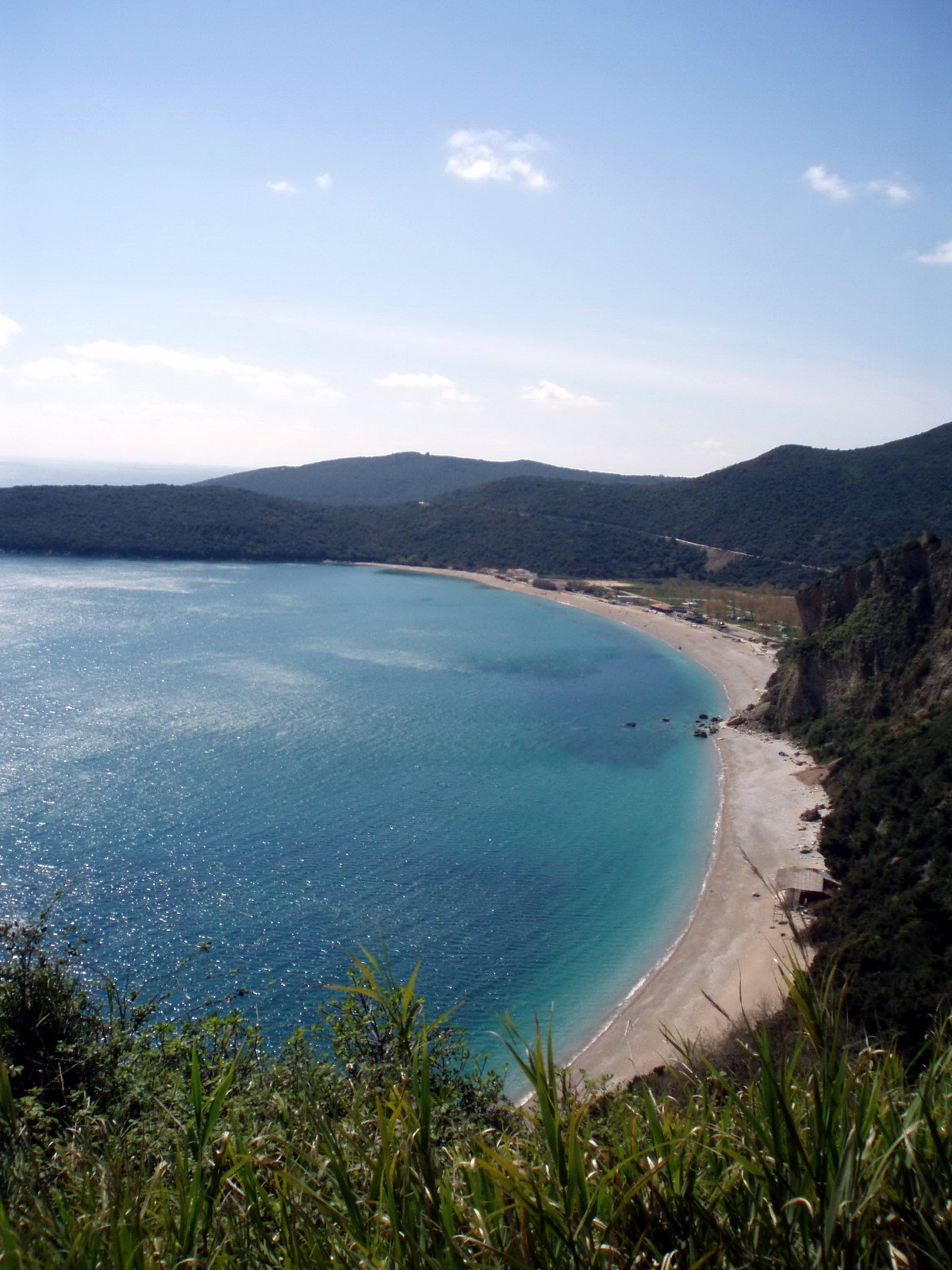
ساحل جاز

جاز (به مونته‌نگرویی: Јаз) یک منطقه ساحلی در غرب شهر بودوا ، مونته‌نگرو قرار دارد . هر ساله جاز به عنوان مکانی برای کنسرت در فضای باز از جاز استفاده می‌شود . برهنگی در پلاژ جاز قانونی است . 